# Nerses I (ormiański patriarcha Konstantynopola)
Nerses I (ur. ?, zm. ?) – w 1704 roku 43. ormiański Patriarcha Konstantynopola.